# Miles Davis at Carnegie Hall
Miles Davis at Carnegie Hall é um álbum ao vivo do músico de jazz estadunidense Miles Davis. Subtitulado The Legendary Performances of May 19, 1961, foi lançado sob o selo da Columbia Records, como CL 1812 em mono e CS 8612 em estéreo.
Esta apresentação ao vivo apresenta Davis com seu quinteto regular e também acompanhado por Gil Evans e sua orquestra de 21 instrumentos. A orquestra é ouvida em várias seleções tiradas de Miles Ahead, bem como uma leitura completa do movimento adagio do Concierto de Aranjuez, conforme gravado em Sketches of Spain.

## Alinhamento de faixas
1. "So What" (Miles Davis) – 12:04
2. "Spring Is Here" (Lorenz Hart, Richard Rodgers) – 3:58
3. "No Blues" (Davis) – 10:55
4. "Oleo" (Sonny Rollins) – 7:23
5. "Someday My Prince Will Come" (Frank Churchill, Larry Morey) – 2:43
6. "The Meaning of the Blues" / "Lament" / "New Rhumba" (Troup, Worth / J.J. Johnson / Ahmad Jamal) – 8:31